# Pierce Annesley Chamberlain
Pierce Annesley Chamberlain (São Paulo, 1 de abril de 1872 — Verona, 22 de novembro de 1929) foi um pastor presbiteriano, último dos missionários da Igreja Presbiteriana do Norte dos Estados Unidos. Era filho do reverendo George Whitehill Chamberlain e de Mary Ann Annesley Chamberlain.
Foi batizado pelo reverendo George Nash Morton em 5 de maio de 1872 e, alguns anos depois, segui com a família para os Estados Unidos. Graduou-se na Universidade Princeton e foi ordenado pelo Presbitério de Chicago, do Sínodo de Illinois.
O reverendo Pierce Chamberlain retornou ao Brasil para servir como missionário. Chegou à Bahia em 1º de outubro de 1899. Trabalhou, primeiro, na escola da missão presbiteriana em Salvador, sob a coordenação do reverendo William Alfred Waddell. No ano seguinte, iniciou seu trabalho como missionário itinerante, passando pela Ilha de Itaparica, Cachoeira e Santa Luzia. De lá, passou a fixar residência em São Félix.
Em dezembro de 1900, passou a uma nova estratégia missionária: "começou a fazer extensas viagens através de seu futuro campo, indo pela estrada de ferro até Juazeiro e então subindo de barco pelo rio São Francisco e seus afluentes até Santa Maria da Vitória, no sudoeste da Bahia" (Matos, p. 160). Pierce interrompeu o ciclo de viagens missionárias em 1901, indo aos Estados Unidos para se casar com Julia B. Law.
Ao retornar ao Brasil, "em 1903, saindo a cavalo de Senhor do Bonfim, Pierce chegou ao Canal de Irecê, tendo pregado em todas as localidades do percurso: Campo Formoso, Saúde, Caldeirão Grande, Jacobina, Miguel Calmon, França, Morro do Chapéu e outros pontos" (Matos, p. 161). Foi numa destas viagens a Morro do Chapéu que conheceu o coronel João Dourado (1854-1927), que veio a se converter e ser batizado. Depois disso, o coronel João Dourado tornou-se um grande evangelista leigo na região, sendo pai e avô de dois pastores presbiterianos, Augusto da Silva Dourado e Adauto Araújo Dourado, respectivamente.
Numa ocasião em que dirigia um culto (co-celebrado pelo reverendo Henry John McCall) em Bom Jesus da Lapa, a casa foi invadida por um grupo de homens que arremessava pedras no telhado, dizendo impropérios contra os protestantes. Pierce chegou a ficar ferido na ocasião. Segundo Alderi Matos, "em vão apelou-se para a polícia, que nem se moveu. Até as casas dos assistentes aos cultos foram apedrejadas" (Matos, p. 162).
Em 7 de janeiro de 1907, também em companhia do reverendo Henry McCall, participou da organização do Presbitério Bahia-Sergipe, em Salvador. De lá, partiu para os seus últimos meses de viagem missionária.
Por causa de um carcinoma no lábio superior, Pierce retornou aos Estados Unidos em janeiro de 1909. O tratamento da doença fez com que ficasse na terra de seus pais até o fim de sua vida. Filiou-se ao Presbitério de Newark, em Nova Jérsei, residindo em Verona até falecer, em 22 de novembro de 1929, de câncer, a exemplo de seu pai.